# Maxine Seear
Maxine Seear (Johannesburgo, 18 de diciembre de 1984) es una deportista australiana que compitió en triatlón y acuatlón. Ganó una medalla de bronce en el Campeonato de Oceanía de Triatlón de 2003, y una medalla de plata  en el Campeonato Mundial de Acuatlón de 2009.

## Palmarés internacional
| Campeonato de Oceanía | Campeonato de Oceanía      | Campeonato de Oceanía | Campeonato de Oceanía |
| Año                   | Lugar                      | Medalla               | Prueba                |
| --------------------- | -------------------------- | --------------------- | --------------------- |
| 2003                  | Queenstown (Nueva Zelanda) | Medalla de bronce     | Individual            |

| Campeonato Mundial | Campeonato Mundial     | Campeonato Mundial | Campeonato Mundial |
| Año                | Lugar                  | Medalla            | Prueba             |
| ------------------ | ---------------------- | ------------------ | ------------------ |
| 2009               | Gold Coast (Australia) | Medalla de plata   | Individual         |